# 고인고

## 개요
고인고(高仁固)는 고구려의 제6대 왕 태조대왕의 아들로 고구려의 왕족이다. 차대왕, 신대왕과 3형제이다. 신채호에 의하면 차대왕, 신대왕, 인고(仁固) 3형제는 태조왕의 이복 동생이 아니라 서자라고 한다. 그러나 인고라는 인물은 삼국사기, 삼국지 등 정사 문헌에는 전혀 등장하지 않으며 오로지 신채호의 조선상고사에만 등장하므로 그 실존 여부에 의문이 있다.

## 관련인물
- 태조대왕
- 차대왕
- 신대왕

1. ↑  신채호, 《조선상고사》, 종로서원, 1948.